# Gablenz-Rücken
Der Gablenz-Rücken ist ein Gebirgszug im ostantarktischen Königin-Maud-Land. Er ragt zwischen dem nördlichen Teil des Preuschoff-Rückens und dem Luz-Rücken im Mühlig-Hofmann-Gebirge auf. Zu ihm gehören das Grytøyrfjellet und der Gebirgskamm Skigarden.
Entdeckt und benannt wurde der Gebirgszug bei der Deutschen Antarktischen Expedition 1938/39 unter der Leitung des Polarforschers Alfred Ritscher. Namensgeber ist Carl August von Gablenz (1893–1942), damaliger Vorstand der Lufthansa.